# مگس‌گیر بهشتی آمور
مگس‌گیر بهشتی آمور (نام علمی: Terpsiphone incei) نام یک گونه از سرده مگس‌گیر بهشتی است.